# Henrique Jorge Guedes
Henrique Jorge Guedes (São José dos Campos, 17 de dezembro de 1887 — São Paulo, 12 de maio de 1973) foi um engenheiro civil formado pela Escola Politécnica da Universidade de São Paulo e político brasileiro.
Foi deputado federal e prefeito de São Paulo, de 5 de dezembro de 1931 a 23 de maio de 1932.